# باول أتكينز
باول أتكينز (بالإنجليزية: Paul Atkins)‏ هو لاعب دوري الرغبي نيوزيلندي، ولد في 17 ديسمبر 1982 في أوكلاند في نيوزيلندا.